# Мирний (Казахстан)
Мирний (каз. Мирный) — село у складі Мойинкумського району Жамбильської області Казахстану. Адміністративний центр та єдиний населений пункт Мирненської сільської адміністрації.
До 27 червня 2013 року село мало статус селища.
Населення — 591 особа (2021; 841 у 2009, 1824 у 1999).